# Vườn quốc gia Puyehue
Vườn quốc gia Puyehue là một vườn quốc gia nằm trong dãy Andes, ở vùng Los Ríos và Los Lagos của Chile. Vườn quốc gia có diện tích 1.068 km2 (412 dặm vuông Anh). Tuyến đường 215 đi qua vườn quốc gia này, kết nối với tuyến đường 231 Argentina thông qua đèo Cardenal Antonio Samoré.
Vườn quốc gia này bị chi phối bởi núi lửa Puyehue, Cordon Caulle và nhóm Antillanca.
Hệ động thực vật của nó trong các phần thấp hơn là một khu Rừng mưa ôn đới Valdivian, tương tự như khu vực láng giềng phía nam, vườn quốc gia Vicente Pérez Rosales.
Khu vực thu hút khác ở vườn quốc gia này là khu nghỉ dưỡng trượt tuyết Antillanca.
Các dòng sông Gol-Gol và dòng sông Chanleufú chảy qua các vườn quốc gia, trong khi các hồ lớn bên trong nó là Gris và Constancia. Khu vực vườn quốc gia có nhiều thác nước. Trong số đó là "Salto del Indio

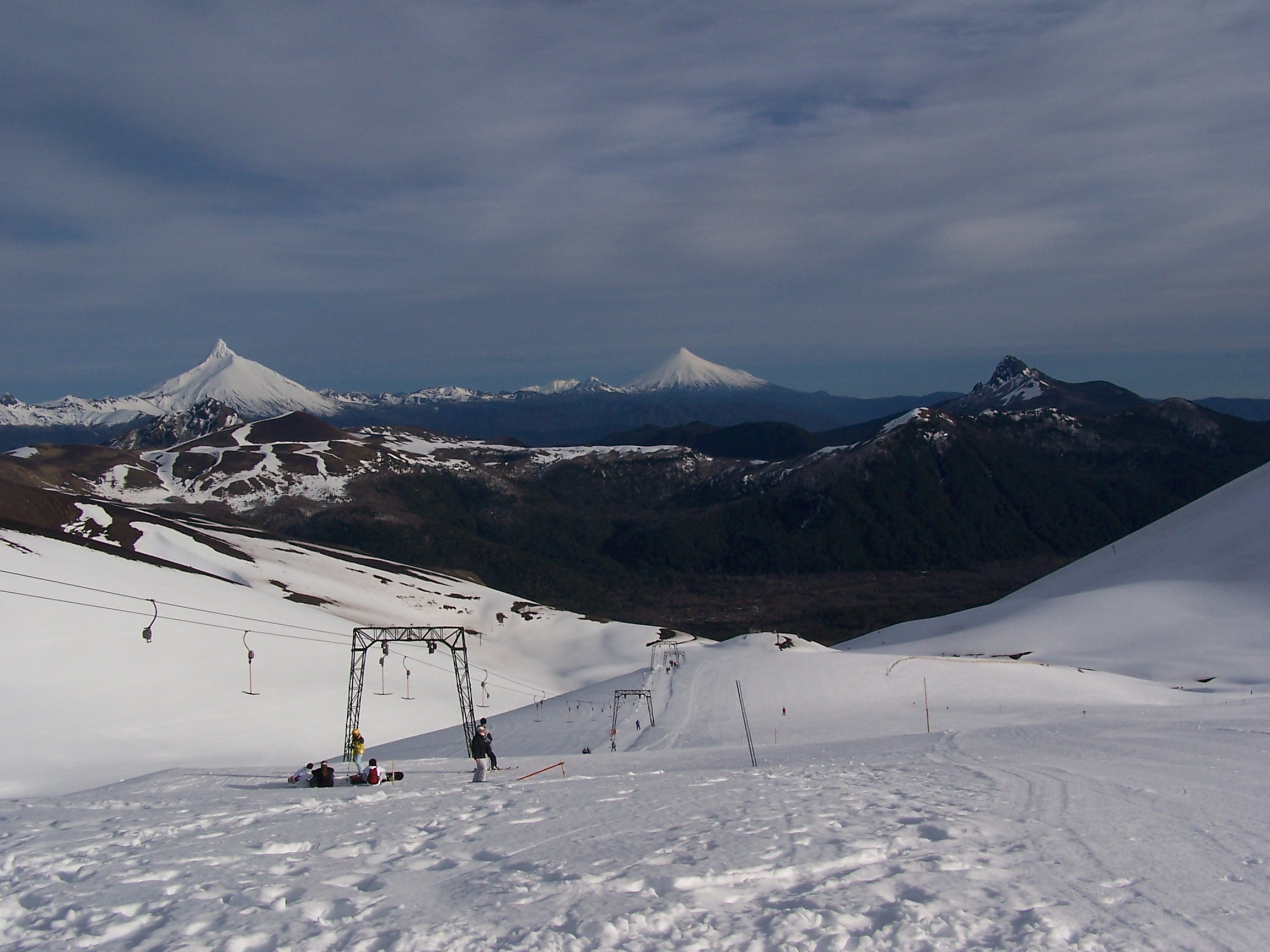
Khu nghỉ dưỡng trượt tuyết Antillanca